# Florian Ferracci
Florian Ferracci (Lione, 10 maggio 1966) è un pilota motociclistico francese ritiratosi dall'attività agonistica.

## Carriera
La sua carriera nel mondo del motociclismo è iniziata nella seconda metà degli anni ottanta dapprima nei campionati nazionali francesi di velocità per competere anche nelle gare di endurance come il Bol d'Or.
Passato poi alle competizioni destinate alla Superbike, ha partecipato a campionati europei (dove si classifica tredicesimo nel 1990, undicesimo nel 1991 e ventesimo nel 1992) e al campionato mondiale Superbike del 1992 su una Ducati 888 privata. Dopo essersi classificato al secondo posto nel campionato francese di Superbike del 1995 si è conquistato una wild card per partecipare al Gran Premio motociclistico di Francia 1995 nella classe 250 a bordo di una Aprilia.
L'anno successivo partecipa ad altri due gran premi del motomondiale nella Classe 500, utilizzando due moto diverse, una ROC Yamaha e una Paton.
Dopo il ritiro dalle competizioni attive ha svolto l'attività di meccanico presso diverse squadre, supportando alcuni piloti di varie classi e categorie.

## Risultati in gara

### Campionato mondiale Superbike
| 1989 | Moto   |  |  |  |  |  |  |  |  |  |  |     |    |  |  |  |  |  |  |  |  |  |  |  |  |  |  | Punti | Pos. |
| ---- | ------ |  |  |  |  |  |  |  |  |  |  | --- | -- |  |  |  |  |  |  |  |  |  |  |  |  |  |  | ----- | ---- |
| 1989 | Ducati |  |  |  |  |  |  |  |  |  |  | Rit | 22 |  |  |  |  |  |  |  |  |  |  |  |  |  |  | 0     |      |

| 1991 | Moto   |  |  |  |  |  |  |  |  |  |  |  |  |  |  |  |  |  |  |  |  |     |    |     |     |  |  | Punti | Pos. |
| ---- | ------ |  |  |  |  |  |  |  |  |  |  |  |  |  |  |  |  |  |  |  |  | --- | -- | --- | --- |  |  | ----- | ---- |
| 1991 | Ducati |  |  |  |  |  |  |  |  |  |  |  |  |  |  |  |  |  |  |  |  | Rit | 19 | Rit | Rit |  |  | 0     |      |

| 1992 | Moto   |     |    |    |    |  |  |    |     |  |  |  |  |     |     |  |  |  |  |    |    |    |    |  |  |  |  | Punti | Pos. |
| ---- | ------ | --- | -- | -- | -- |  |  | -- | --- |  |  |  |  | --- | --- |  |  |  |  | -- | -- | -- | -- |  |  |  |  | ----- | ---- |
| 1992 | Ducati | Rit | NP | 19 | 21 |  |  | 17 | Rit |  |  |  |  | Rit | Rit |  |  |  |  | 27 | 15 | 18 | 17 |  |  |  |  | 1     | 71º  |

| 1993 | Moto   |  |  |  |  |  |  |  |  |  |  |  |  |  |  |  |  |  |  |  |  |  |  |    |     |  |  | Punti | Pos. |
| ---- | ------ |  |  |  |  |  |  |  |  |  |  |  |  |  |  |  |  |  |  |  |  |  |  | -- | --- |  |  | ----- | ---- |
| 1993 | Ducati |  |  |  |  |  |  |  |  |  |  |  |  |  |  |  |  |  |  |  |  |  |  | 17 | Rit |  |  | 0     |      |

| 1995 | Moto   |  |  |  |  |  |  |  |  |    |     |  |  |  |  |  |  |  |  |  |  |  |  |  |  |  |  | Punti | Pos. |
| ---- | ------ |  |  |  |  |  |  |  |  | -- | --- |  |  |  |  |  |  |  |  |  |  |  |  |  |  |  |  | ----- | ---- |
| 1995 | Ducati |  |  |  |  |  |  |  |  | 20 | Rit |  |  |  |  |  |  |  |  |  |  |  |  |  |  |  |  | 0     |      |

| 1996 | Moto   |  |  |  |  |    |     |  |  |  |  |  |  |  |  |  |  |  |  |  |  |  |  |  |  |  |  | Punti | Pos. |
| ---- | ------ |  |  |  |  | -- | --- |  |  |  |  |  |  |  |  |  |  |  |  |  |  |  |  |  |  |  |  | ----- | ---- |
| 1996 | Ducati |  |  |  |  | 16 | Rit |  |  |  |  |  |  |  |  |  |  |  |  |  |  |  |  |  |  |  |  | 0     |      |

| Legenda | 1º posto        | 2º posto            | 3º posto           | A punti      | Senza punti        | Grassetto – Pole position Corsivo – Giro più veloce |
| Legenda | Gara non valida | Non qual./Non part. | Ritirato/Non class | Squalificato | '-' Dato non disp. | Grassetto – Pole position Corsivo – Giro più veloce |

### Motomondiale
| 1995 | Classe | Moto    |  |  |  |  |  |  |  |    |  |  |  |  |  |  |  | Punti | Pos. |
| ---- | ------ | ------- |  |  |  |  |  |  |  | -- |  |  |  |  |  |  |  | ----- | ---- |
| 1995 | 250    | Aprilia |  |  |  |  |  |  |  | 21 |  |  |  |  |  |  |  | 0     |      |

| 1996 | Classe | Moto               |  |  |  |  |  |    |  |    |  |  |  |  |  |  |  | Punti | Pos. |
| ---- | ------ | ------------------ |  |  |  |  |  | -- |  | -- |  |  |  |  |  |  |  | ----- | ---- |
| 1996 | 500    | ROC Yamaha e Paton |  |  |  |  |  | 13 |  | 16 |  |  |  |  |  |  |  | 3     | 27º  |

| Legenda | 1º posto        | 2º posto            | 3º posto            | A punti      | Senza punti        | Grassetto – Pole position Corsivo – Giro più veloce |
| Legenda | Gara non valida | Non qual./Non part. | Ritirato/Non class. | Squalificato | '-' Dato non disp. | Grassetto – Pole position Corsivo – Giro più veloce |